# Thomas Shaw (forskningsresande)
Thomas Shaw, född 1694 i Kendal, Westmorland, död 1751, var en engelsk Afrikaresande. 
Shaw var 1720–1733 predikant vid engelska faktoriet i Alger och gjorde därunder utflykter till Egypten, Sinaihalvön och Cypern (1721), till Palestina (1722), till Tunis och Kartagos ruiner (1727) samt till olika trakter av Algeriet, Tripolis och Marocko. Efter sin hemkomst var han kyrkoherde först på ön Wight, sedan från 1742 i Hampshire. Hans reseskildring, Travels or observations relating to several parts of Barbary and the Levant (1738), vittnar om god iakttagelseförmåga och stor samvetsgrannhet.